# Джемисон, Герберт
Герберт Бразерсон Джемисон (англ. Herbert Brotherson Jamison; 17 сентября 1875, Пеория — 22 июня 1938, Пеория) — американский легкоатлет, серебряный призёр летних Олимпийских играх 1896.
Джемисон участвовал на играх только в забеге на 400 м. Сначала, 6 апреля, он победил в квалификационном раунде с результатом 56,8 с, и вышел в финал вместе с немцем Фрицем Гофманом. В финальном забеге, который прошёл 7 апреля, он, уступив своему соотечественнику Тому Бёрку на одну секунду, пришёл вторым, выиграв серебряную медаль.
Вскоре после Игр, Джемисон стал работать на семейный бизнес по продаже сельскохозяйственных инструментов, но затем основал собственную страховую компанию, которой руководил до своей смерти.